# Риків (Стрийський район)
Ри́ків — село в Україні, в Стрийському районі Львівської області. Населення становить 305 осіб. Орган місцевого самоврядування — Козівська сільська рада (Плав'янський старостинський округ). Депутатом від села в Козівській сільській раді є Кермеш Тарас Ярославович.

## Географія
Село розташоване на лівій притоці річки Опір — потоку Головчанка, що в басейні Дністра.
З північного боку розташована гора Остріг (1026 м.), на західному боці — гора Кичера (843 м.). З півдня видно одну з найвищих гір Сколівщини — Тростян (1235 м.).
Північна частина села межує з селом Козьова, південна — із селищем міського типу Славсько, західна — з селом Плав'я, східна — з селом Головецько, а північно-західна — з селом Орява.

## Населення
Згідно з переписом УРСР 1989 року чисельність наявного населення села становила 355 осіб, з яких 174 чоловіки та 181 жінка.
За переписом населення України 2001 року в селі мешкали 334 особи. 100 % населення вказало своєю рідною мовою українську.

## Соціальна сфера
Неподалік центру села знаходиться Риківська загальноосвітня школа І ступеня, яку 15 червня 2021 року понижено з другого ступеня до першого депутатами Козівської сільської ради. [Архівовано 10 серпня 2021 у Wayback Machine.]
У будівлі колишньої сільської ради міститься також сільська бібліотека та Народний дім.

## Релігія
У центральній частині села, на вершині, розташований греко-католицький храм святого Василія Великого (покровителя села). Храм святого Василія Великого є дочірним парафії Богоявлення Господнього села Головецька, Тухольківського деканату, Самбірсько-Дрогобицької єпархії УГКЦ.

## Транспорт
Із зупинкою в селі Риків, щоденно (тричі на день) в обидві сторони курсує маршрутне таксі, сполученням Стрий-Плав'я.
06.30, 11.30, 15. 30 год. - відправлення до Стрия (через села Плав'я, Орява, Козьова)